# Thomas Bruns
Thomas Bruns (Wierden, 7 de enero de 1992) es un futbolista neerlandés que juega de centrocampista en el Heracles Almelo de la Eredivisie.

## Carrera

### Heracles Almelo
Producto de la acadamia del Twente, Bruns dejó Enschede en 2011 para unirse al Heracles Almelo. Un par de meses después de unirse al club, Bruns hizo su debut el 9 de abril de 2011, en la victoria del Heracles 6–2 a domicilio contra el Willem II, reemplazando a Everton en el minuto 79. La siguiente temporada, Bruns marcó su primer gol en la liga para el Heracles durante la derrota de su equipo en cada contra el Heerenveen por 4–2. Tras un par de temporadas en el club, Bruns finalmente se convirtió en titular en el once del Heracles, durante la temporada 2014–15, jugando veintinueve partidos y marcando siete goles.

### Vitesse
El 10 de abril de 2017, se anunció que Bruns se uniría al Vitesse la temporada siguiente, al finalizar su contrato con el Heracles al final de la 2016–17.

## Estadísticas
| Club             | Temporada        | Liga             | Liga     | Liga  | Copa de la KNVB | Copa de la KNVB | Europa   | Europa | Otro     | Otro  | Total    | Total |
| Club             | Temporada        | División         | Partidos | Goles | Partidos        | Goles           | Partidos | Goles  | Partidos | Goles | Partidos | Goles |
| ---------------- | ---------------- | ---------------- | -------- | ----- | --------------- | --------------- | -------- | ------ | -------- | ----- | -------- | ----- |
| Heracles Almelo  | 2010–11          | Eredivisie       | 1        | 0     | 0               | 0               | —        | —      | 0        | 0     | 1        | 0     |
| Heracles Almelo  | 2011–12          | Eredivisie       | 19       | 1     | 5               | 1               | —        | —      | —        | —     | 24       | 2     |
| Heracles Almelo  | 2012–13          | Eredivisie       | 27       | 6     | 3               | 0               | —        | —      | —        | —     | 30       | 6     |
| Heracles Almelo  | 2013–14          | Eredivisie       | 31       | 1     | 3               | 1               | —        | —      | —        | —     | 34       | 2     |
| Heracles Almelo  | 2014–15          | Eredivisie       | 32       | 7     | 2               | 0               | —        | —      | —        | —     | 34       | 7     |
| Heracles Almelo  | 2015–16          | Eredivisie       | 33       | 5     | 2               | 0               | —        | —      | 4        | 2     | 39       | 7     |
| Heracles Almelo  | 2016–17          | Eredivisie       | 32       | 4     | 1               | 0               | 2        | 0      | —        | —     | 35       | 4     |
| Heracles Almelo  | Total            | Total            | 175      | 24    | 16              | 2               | 2        | 0      | 4        | 2     | 197      | 28    |
| Vitesse          | 2017–18          | Eredivisie       | 11       | 2     | 1               | 0               | 4        | 1      | 1        | 0     | 17       | 3     |
| Total de carrera | Total de carrera | Total de carrera | 186      | 26    | 17              | 2               | 6        | 1      | 5        | 2     | 214      | 31    |

1. ↑  Partidos en los Eredivisie European play-offs
2. ↑  Partidos en la UEFA Europa League
3. ↑  Partidos en la Supercopa Johan Cruyff